# Schelldorf (Tangerhütte)
Schelldorf ist eine Ortschaft und ein Ortsteil der Stadt Tangerhütte im Süden des Landkreises Stendal in Sachsen-Anhalt.

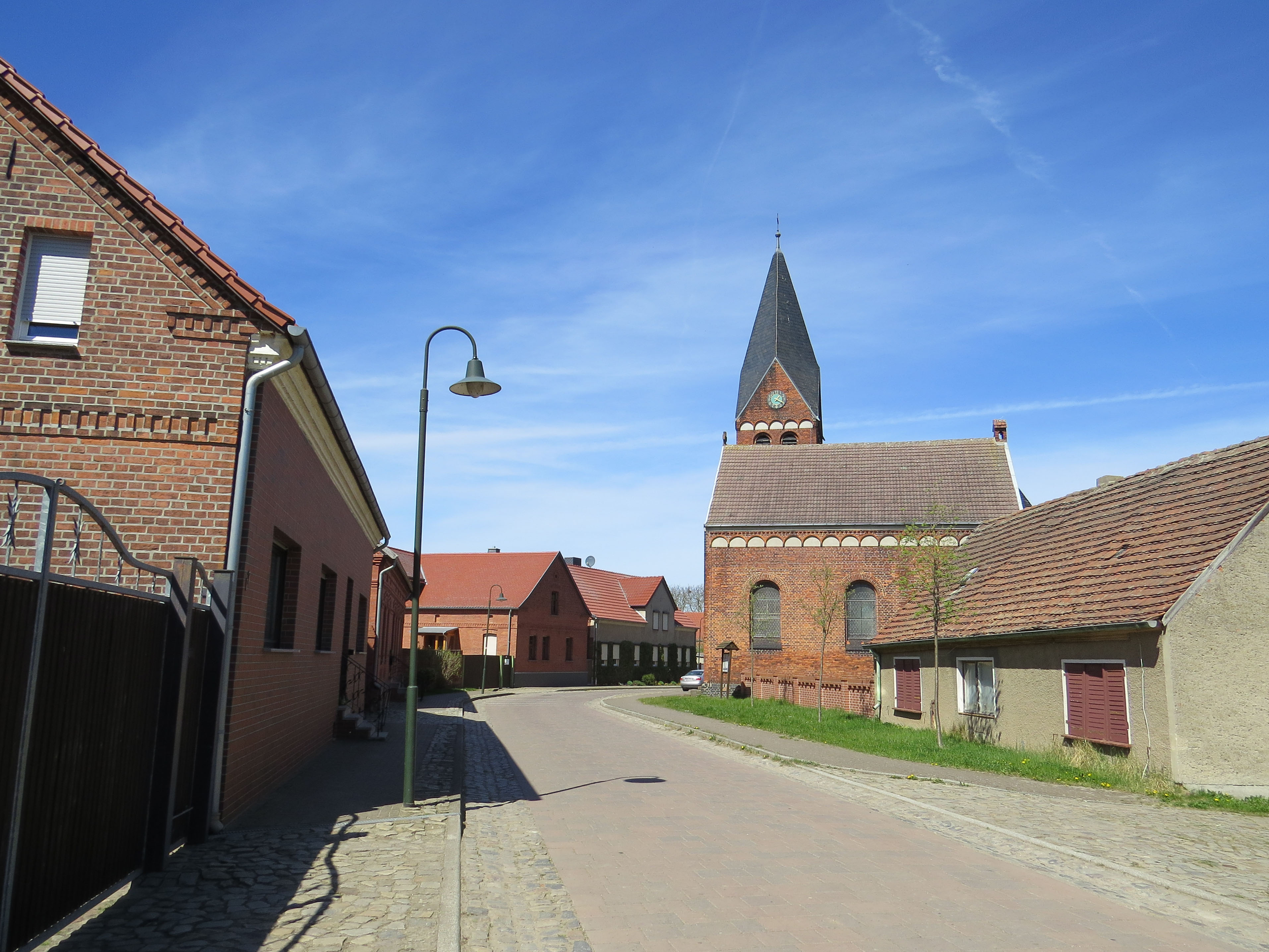
Dorfstraße in Schelldorf

## Geographie

### Lage
Schelldorf, ein Reihendorf mit Kirche, liegt zwölf Kilometer nordöstlich von Tangerhütte und acht Kilometer südlich von Tangermünde in der Altmark. Durch den Ort führt der Elberadweg nach Süden.
Nachbarorte sind Jerchel im Südwesten, Buch im Nordosten und Grieben im Süden.

### Natur
Östlich des Dorfes fließt die Elbe im Biosphärenreservat Mittelelbe. Sie bildet die Grenze zum Landkreis Jerichower Land.
Westlich des Ortes beginnt das Naturschutzgebiet Schelldorfer See, ein sichelförmiger Altarm der Elbe. Der Elb-Mäander des Schelldorfer Sees war vor etwa 600 bis 800 Jahren die Hauptflutrinne der Elbe, also lange vor der Entstehung des heutigen Dorfes. Im Herbst 2020 wurde davon berichtet, dass Pegelstand des Sees inzwischen um etwa 1,5 Meter gefallen ist. Der See verlandet, nur bei Hochwasser strömt Wasser von außerhalb in den alten Elbarm.

## Geschichte

### Mittelalter bis Neuzeit
Schelldorf wurde 1339 erstmals urkundlich als ein slawisches Dorf namens scheldorp erwähnt Im Landbuch der Mark Brandenburg von 1375 wird das Dorf als Sceldorp und Scheldorp aufgeführt. Weitere Nennungen sind 1480 dat dorp Schelldorp, by buck, 1687 Scheldorff, und 1801 Schelldorf mit einer Schiffmühle auf der Elbe und einem Krug.
Am 15. und 16. Mai 1833 zerstörte ein Feuer fast das gesamte Dorf. Die Magdeburgische Landesfeuersocietät zahlte eine Brandentschädigung von 9.700 Talern. Die Kirche ist 1838 neu erbaut worden, ob die alte beim Brand zerstört wurde, ist nicht bekannt. Am 5. August 1901 ist das Dorf mit der Kirche abgebrannt. Die wiedererrichtete Kirche wurde am 13. August 1903 eingeweiht.
Bei der Bodenreform wurden 1945 ermittelt: 33 Besitzungen unter 100 Hektar hatten zusammen 451 Hektar und eine Kirchenbesitzung umfasste eine Fläche von 4 Hektar. Im Jahre 1958 entstand die erste Landwirtschaftliche Produktionsgenossenschaft, die LPG, Typ III „Elbaue“, die noch 1988 existierte.

### Herkunft des Ortsnamens
Der Ortsname wird vom Wort „Scholle“ abgeleitet, da Schelldorf früher eine Insel in der Elbe war.
Eine andere Deutung stammt von Heinrich Sültmann. Er meint der Name 1339 scheldorp, 1427 schellendorf, stammt vom althochdeutschen „scelo“ für „Zuchthengst“. Passend dazu liegt auf der östlichen Elbseite bei Fischbeck Kabelitz, abgeleitet von „kabyla“ die „Zuchtstute“.

### Eingemeindungen
Ursprünglich gehörte das Dorf Schelldorf zum Tangermündeschen Kreis der Mark Brandenburg in der Altmark. Von 1807 bis 1813 lag es im Kanton Grieben auf dem Territorium des napoleonischen Königreichs Westphalen. Nach weiteren Änderungen kam die Gemeinde zum Kreis Stendal, dem späteren Landkreis Stendal, und am 25. Juli 1952 zum Kreis Tangerhütte. Nach dessen Auflösung gehörte sie ab 1. Januar 1988 zum Kreis Stendal und schließlich ab 1. Juli 1994 wieder zum Landkreis Stendal.
In einem Gebietsänderungsvertrag zwischen der Stadt Tangerhütte und allen Mitgliedsgemeinden der Verwaltungsgemeinschaft Tangerhütte-Land wurde deren Eingemeindung nach Tangerhütte geregelt. Dem Vertrag stimmte der Gemeinderat Schelldorf am 10. Mai 2010 zu. Er wurde vom Landkreis als unterer Kommunalaufsichtsbehörde genehmigt und die Eingemeindung trat am 31. Mai 2010 in Kraft. So wurde Schelldorf eine Ortschaft und ein Ortsteil der Einheitsgemeinde Stadt Tangerhütte.

### Einwohnerentwicklung

#### Gemeinde
| Jahr | Einwohner |
| ---- | --------- |
| 1734 | 159       |
| 1772 | 061       |
| 1790 | 180       |
| 1798 | 166       |
| 1801 | 162       |
| 1818 | 172       |
| 1840 | 218       |
| 1864 | 250       |
| 1871 | 245       |
| 1885 | 208       |
| 1892 | [00]214   |
| 1895 | 199       |
| 1900 | [00]214   |
| 1905 | 194       |
| 1910 | [00]187   |

| Jahr | Einwohner |
| ---- | --------- |
| 1925 | 168       |
| 1939 | 165       |
| 1946 | 297       |
| 1964 | 176       |
| 1971 | 176       |
| 1981 | 138       |
| 1985 | [00]128   |
| 1990 | [00]119   |
| 1993 | 121       |
| 1995 | [00]113   |
| 2000 | [00]129   |
| 2004 | [00]136   |
| 2006 | [00]130   |
| 2008 | [00]122   |
| 2009 | [00]121   |

Quelle, wenn nicht angegeben, bis 1993:

#### Ortsteil
| Jahr | Einwohner |
| ---- | --------- |
| 2013 | [00]114   |
| 2014 | [00]116   |
| 2018 | [00]119   |
| 2019 | [00]120   |
| 2020 | [00]105   |
| 2021 | [00]109   |
| 2022 | [0]105    |
| 2023 | [0]101    |

## Religion

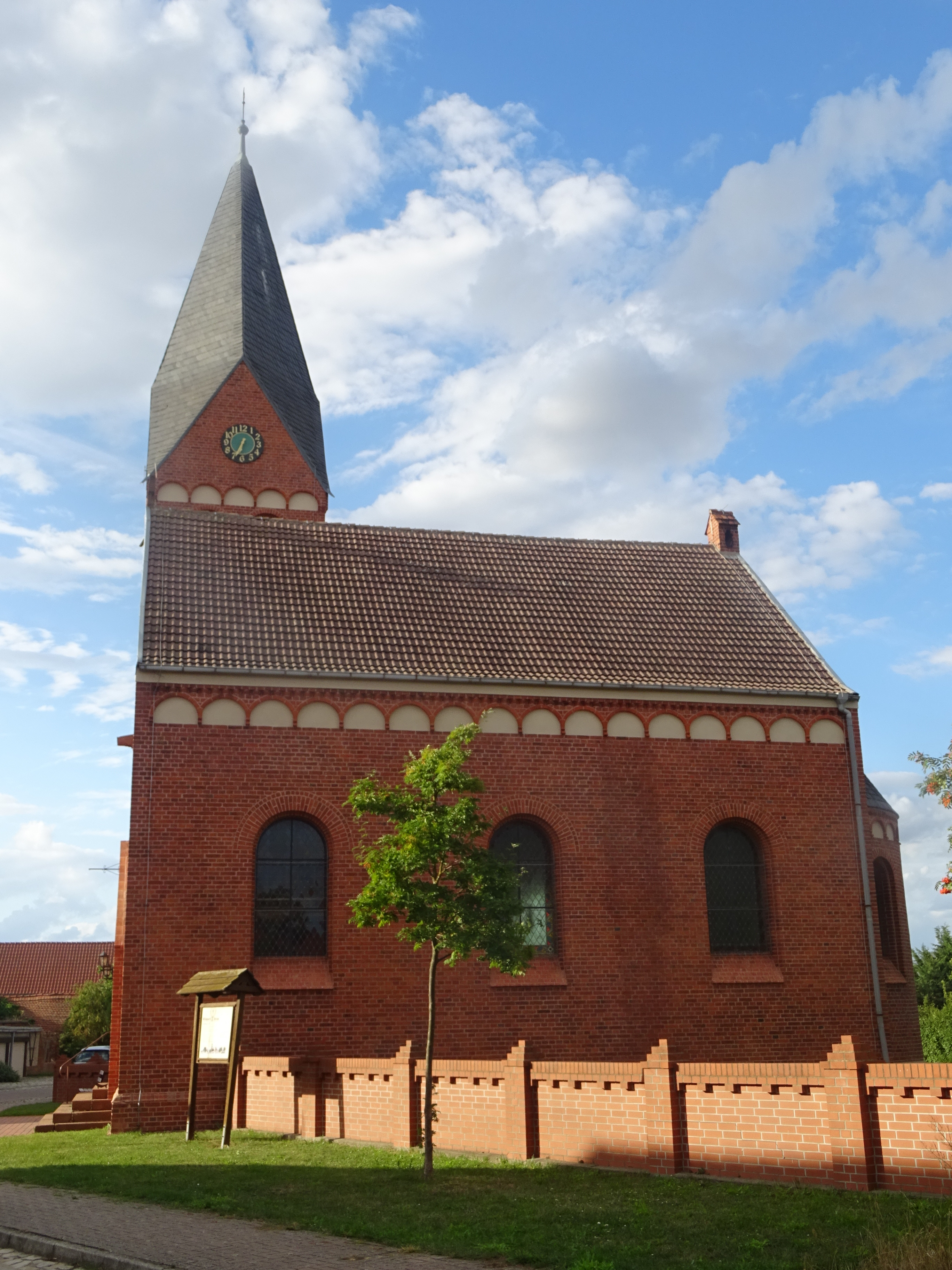
Dorfkirche Schelldorf

- Die evangelische Kirchengemeinde Schelldorf gehörte früher zur Pfarrei Grieben, Kreis Stendal.[23] Sie wird heute betreut vom Pfarrbereich Lüderitz im Kirchenkreis Stendal im Bischofssprengel Magdeburg der Evangelischen Kirche in Mitteldeutschland.[24] Die ältesten überlieferten Kirchenbücher für Schelldorf stammen aus dem Jahre 1851, ältere Einträge finden sich bei Grieben.[25]
- Die katholischen Christen gehören zur Pfarrei St. Elisabeth in Tangermünde im Dekanat Stendal im Bistum Magdeburg.[26]

## Politik

### Ortsbürgermeisterin
Grit Kucziensky ist seit Juli 2024 Ortsbürgermeisterin Ortschaft Schelldorf.
Ihr Vorgänger war Friedrich Riebold. Die letzte Bürgermeisterin der Gemeinde war Andrea Hohenstein.

### Ortschaftsrat
Die Ortschaftsratswahl am 9. Juni 2024 lieferte folgende Sitzverteilung (in Klammern die Ergebnisse von 2019):
- 2 Sitze „Wählergemeinschaft Schelldorf“ (3 Sitze)
- 1 Sitz Einzelbewerber Brand
- 1 Sitz Einzelbewerber Pohl

Von 5 möglichen Sitzen wurden nur 4 besetzt. Gewählt wurden eine Frau und drei Männer. Von 83 Wahlberechtigten hatten 72 ihre Stimme abgegeben, die Wahlbeteiligung betrug damit 86,75 Prozent.

## Kultur und Sehenswürdigkeiten
- Die evangelische Dorfkirche Schelldorf, ein neuromanischer Backsteinbau aus dem Jahre 1903 mit Farbglasfenstern, hat einen quadratischen Turm ähnlich der Dorfkirche Altenplathow.[31] Sie ist auf den Grundmauern einer alten Kirche gegründet.[32] 2006 wurde die neue Kirchenglocke geweiht.[13]
- Der Heimatverein Schelldorf organisiert jährlich das Weihnachts- und Oktoberfeuer, ein Kinderfest, eine Halloween-Tour und Feiern zur Weihnachtszeit.[13]

## Wirtschaft und Infrastruktur
Von Schelldorf führen Landstraßen nach Tangermünde, Tangerhütte und Grieben. 
Es verkehren Linienbusse und Rufbusse von stendalbus.
In Tangermünde besteht Bahnanschluss nach Stendal, im 16 Kilometer entfernten Tangerhütte bestehen Anschlüsse nach Magdeburg, Stendal und Schwerin.